# Musée du Chiado
Le Musée du Chiado (en portugais, Museu do Chiado), situé dans le quartier homonyme du centre historique de Lisbonne, a été créé en 1911 sous le nom de Musée national d'art contemporain (Museu Nacional de Arte Contemporânea).

## Historique
La répartition des collections de l'ancien Musée national des Beaux-Arts (Museu Nacional de Belas-Artes) entre le Museu Nacional de Arte Antiga (Musée national d’Art ancien) qui reçoit les œuvres antérieures à 1850 et le Musée national d'art contemporain qui hérite de celles postérieures à 1850, a eu pour conséquence la création de ce dernier, installé dans le Convento de São Francisco da Cidade, voisin de l'Académie des Beaux-Arts.
L'installation dans ce bâtiment le place symboliquement et opportunément dans la zone où se tiennent les tertúlias fréquentées par les artistes portugais représentés dans le musée. Il occupe les anciens salons où les expositions des romantiques et naturalistes ont eu lieu, dans des espaces annexes au couvent.

## La rénovation du musée en 1994
Après l'incendie du quartier du Chiado le 25 août 1988, l'architecte français Jean-Michel Wilmotte, l'un des spécialistes reconnus dans l'art de mêler l'ancien et le moderne, est mandaté pour la restructuration des bâtiments, l'extension des espaces d'exposition et l'aménagement muséographique du musée.
Le parcours de visite s'effectue à travers cinq bâtiments historiques construits sur un terrain de forte déclivité et, afin de le rendre cohérent, Jean-Michel Wilmotte a élégamment ajouté un escalier suspendu, en acier, et deux passerelles métalliques.
Pour les expositions temporaires, un nouvel espace a été créé.

## Collection
La collection d'art portugais, de 1850 à l'époque actuelle, constitue la collection d'art moderne en peinture, sculpture, dessin, vidéo, la plus importante de ce pays.
Le programme d'expositions temporaires est particulièrement important et s'articule autour de trois grandes lignes : l'éclairage sur des œuvres, artistes et mouvements représentés dans la collection, la présentation au Portugal et d'expositions internationales qui se croisent avec les collections du musée et d'œuvres d'artistes contemporains internationaux.

### Sélection d'artistes représentés
- António Carvalho da Silva Porto
- António Carneiro
- António Soares dos Reis
- Miguel Ângelo Lupi
- Columbano Bordalo Pinheiro
- Amadeo de Souza-Cardoso
- Abel Manta
- Simão César Dórdio Gomes (pt)
- Almada Negreiros
- Nadir Afonso
- Mário Eloy
- Auguste Rodin
- António Soares dos Reis
- Karin van Leyden
- Pino della Selva
- António José Patrício

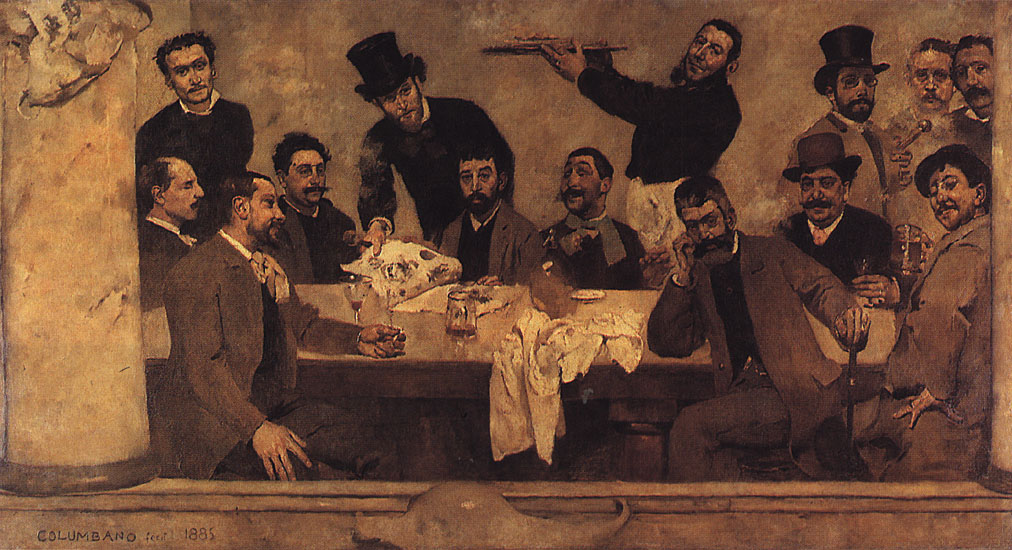
Le grupo do Leão, de Columbano Bordalo Pinheiro, 1885
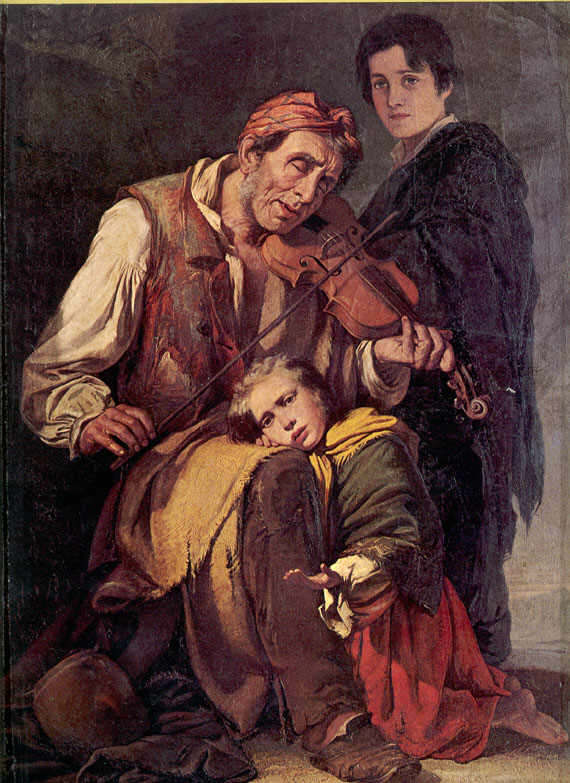
Le violiniste aveugle, de José Rodrigues, 1855
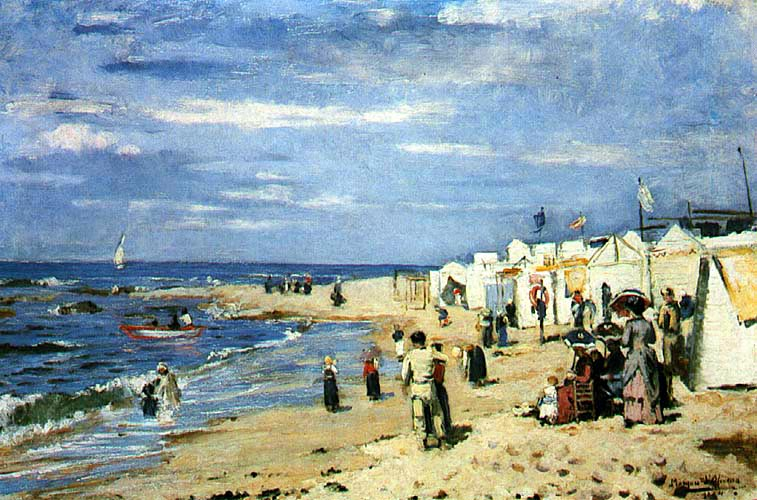
Plage à Póvoa de Varzim, de João Marques de Oliveira, 1885
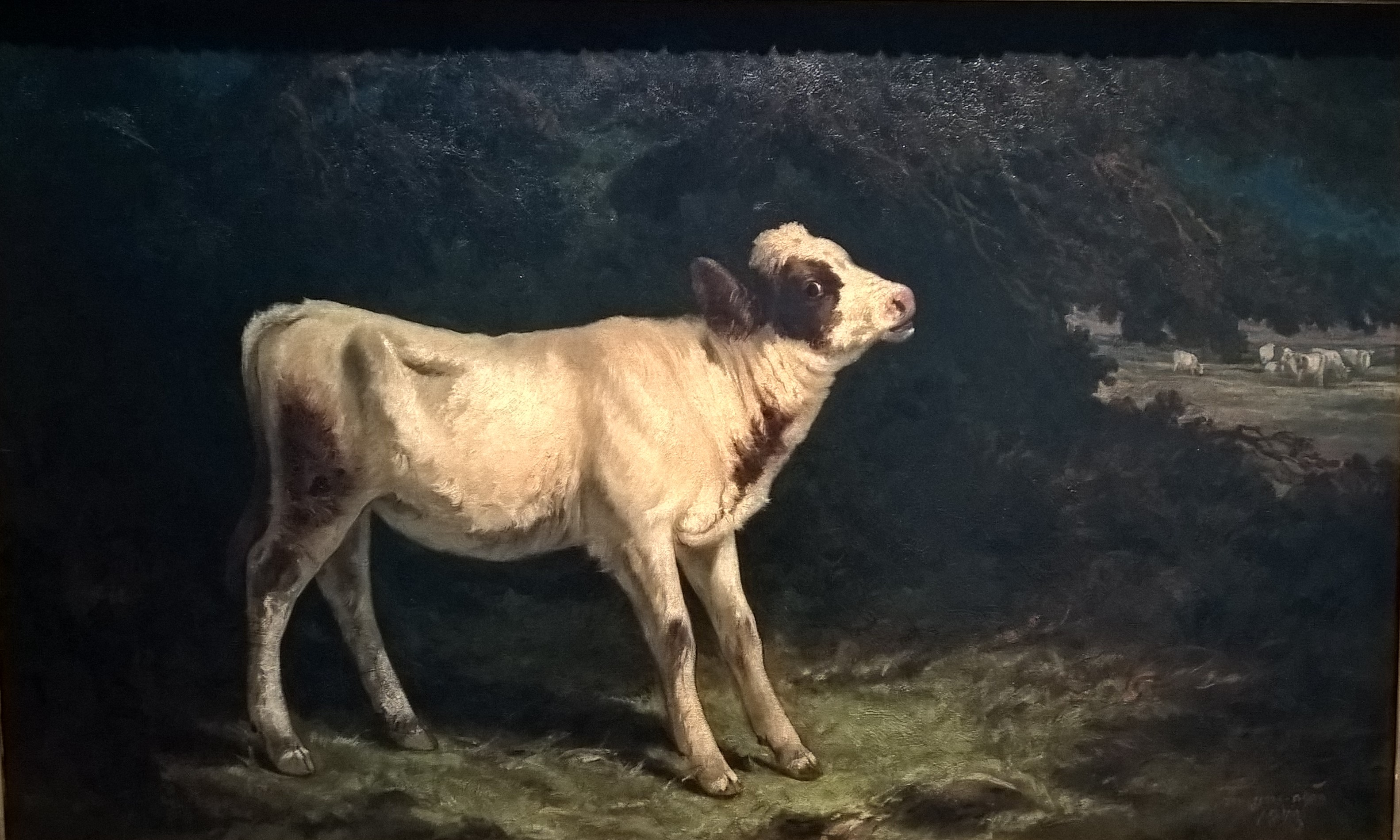
Le veau, de Tomás da Anunciação, 1873
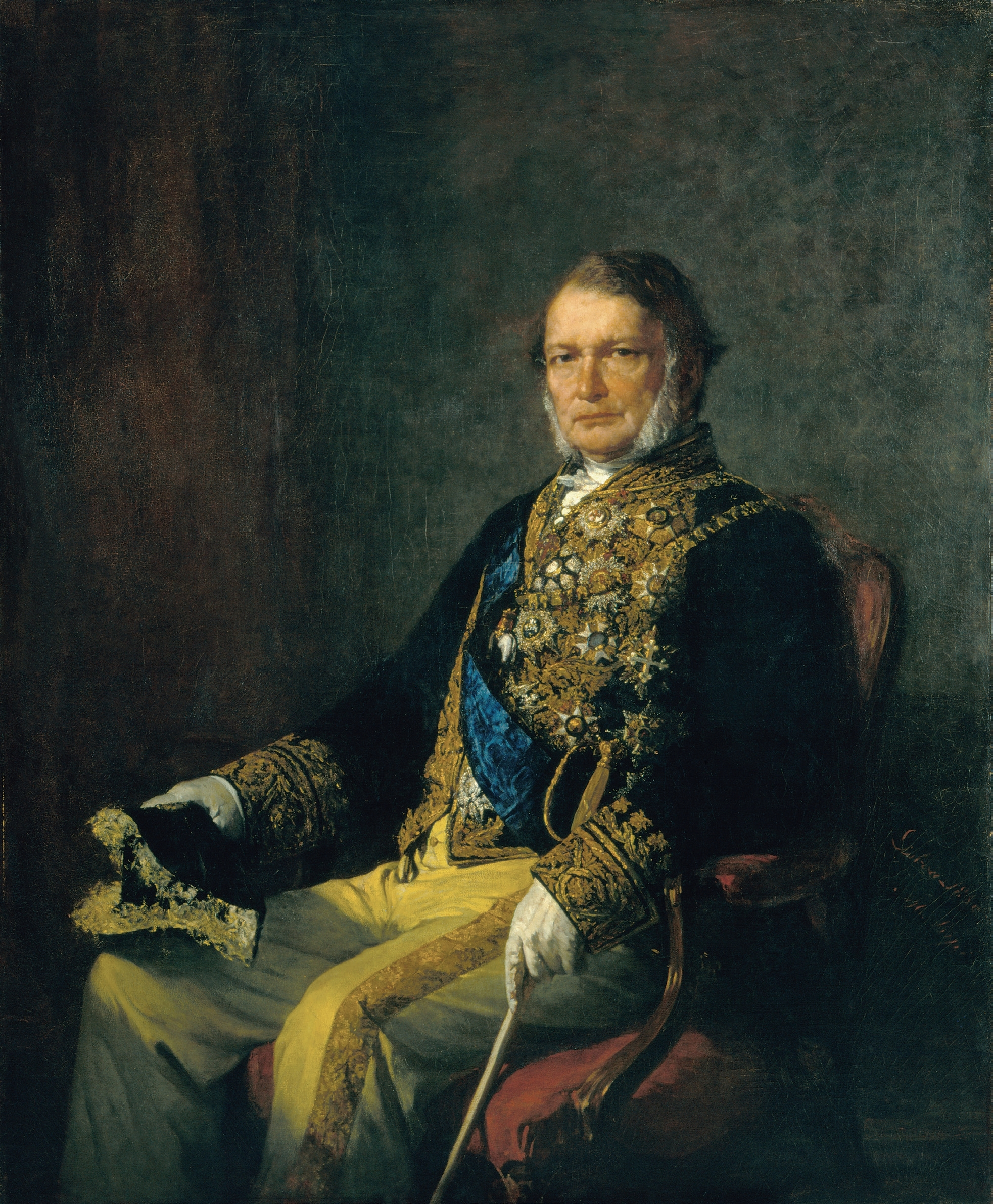
Portrait du duc de Ávila, de Miguel Ângelo Lupi, 1880
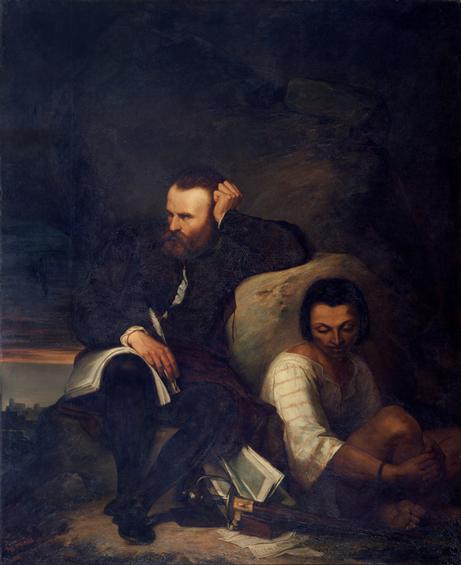
Luís de Camões dans la grotte de Macao, de Francisco Augusto Metrass, 1853
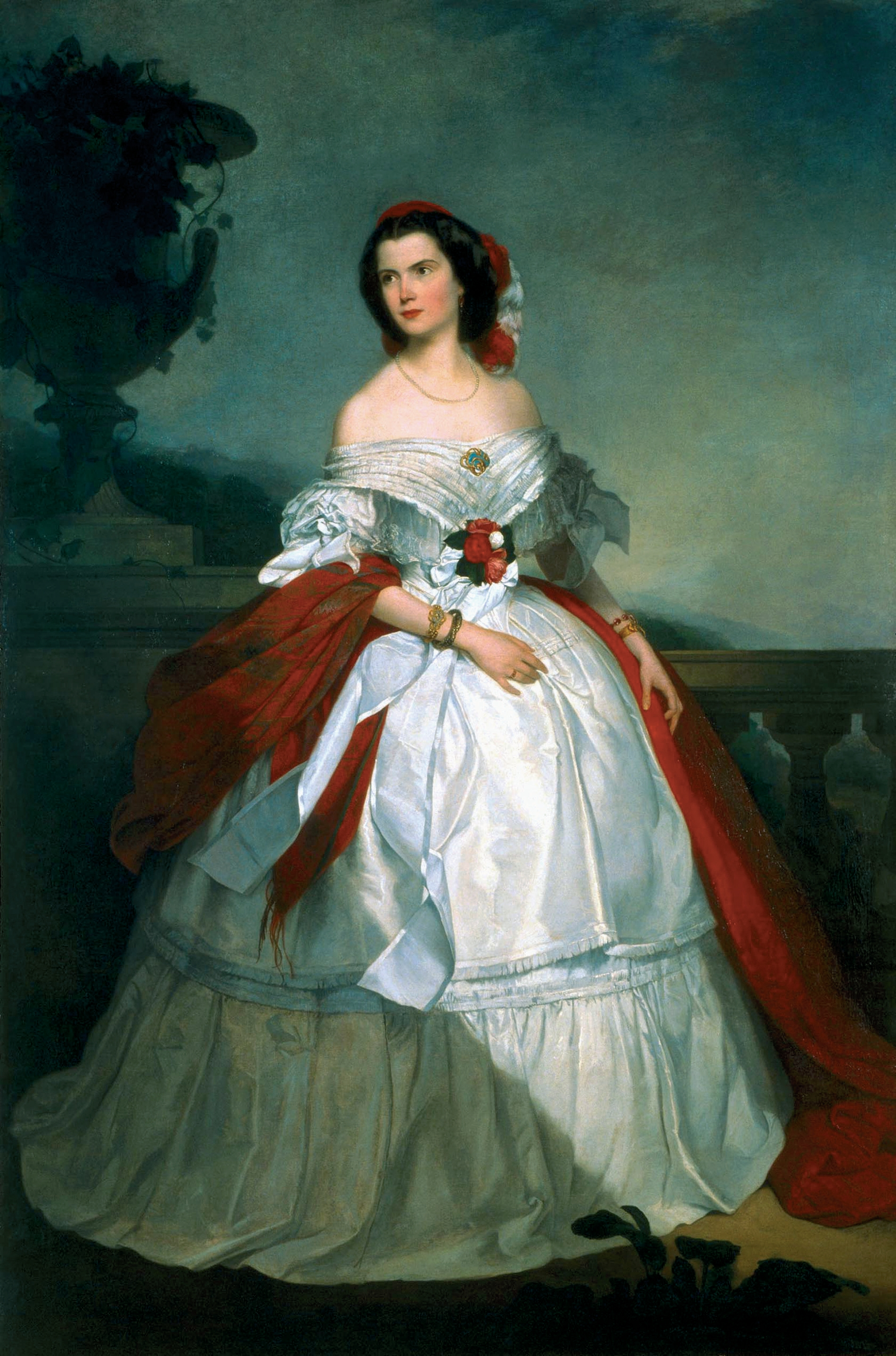
Portrait de la Vicomtesse de Meneses, de Luís de Miranda Pereira de Meneses, 1853
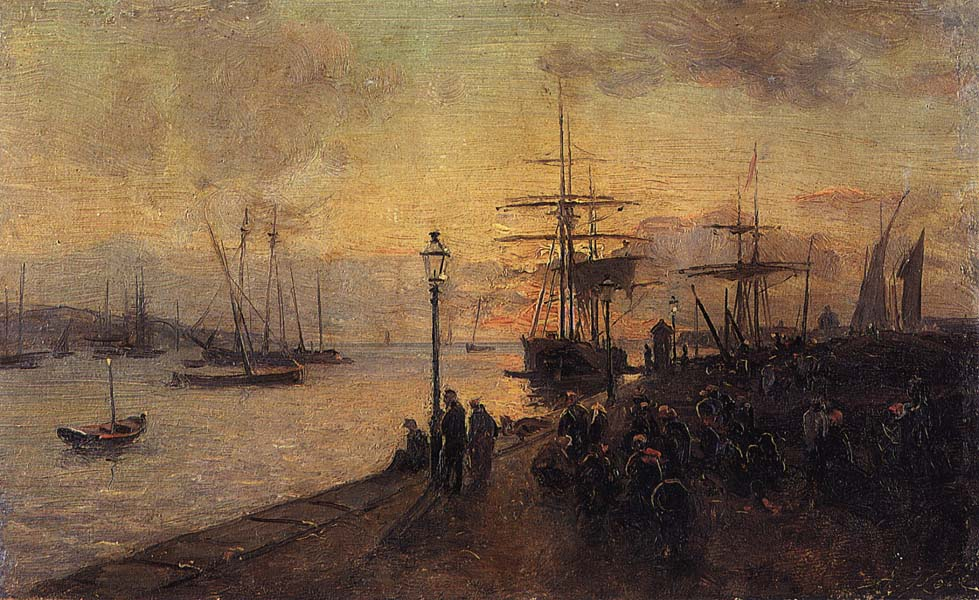
Sur les quais du Tage, d'Alfredo Keil, 1881